# Veturius guyanensis
Veturius guyanensis là một loài bọ cánh cứng trong họ Passalidae. Loài này được Boucher miêu tả khoa học năm 2005.